# Rodinný dům Františka a Milady Opavských
Rodinný dům Františka a Milady Opavských je funkcionalistická vila na ulici Tvorkovských čp. 10/888 v Ostravě-Mariánských Horách. Je kulturní památkou České republiky. Jde o poslední ostravskou realizaci architekta Bohuslava Fuchse pocházející z roku 1934.

## Historie
Manželé Opavští si vybrali rohovou parcelu, která byla od rušné komunikace oddělená řadovými městskými domy. Koncem dubna 1934 požádali o povolení ke stavbě. Třípodlažní dům s třípokojovým bytem v přízemí a s velkým mezonetovým bytem v horních dvou podlažích pro ně vyprojektoval architekt Bohuslav Fuchs. V Ostravě to byla jeho poslední stavba. Stavbu s železobetonu a omítaného cihlového zdiva postavila moravskoostravská firma Theodor Kreutz.

## Popis

### Exteriér
Vila je volně stojící dvoupatrový zděný dům postavený na čtvercovém půdorysu na cihlové neomítnuté podezdívce, ukončený pultovou střechou. Hlavní průčelí má jednu dvojdílnou okenní osu, v suterénní části je mělce představěná garáž. V přízemí a patře jsou vysazené prosklené nárožní arkýře. V podkrovní části je otevřená terasa, která přechází v boční fasádu směrem do Kalvodovy ulice. Boční fasáda je členěna v přízemí a patře čtyřdílným a trojdílným oknem. Ve východním průčelí je motiv režné cihly v komínovém tělese. Zadní fasáda je prolomena třemi kulatými a třemi jednodílnými okenními osami. Zahradní fasáda má v patře balkon a pergolu.

### Interiér
Garáž, kotelna, sklepy, prádelna a sušárna byly umístěny v suterénu. V přízemí byl byt o třech pokojích, s kuchyní, koupelnou, toaletou a dříve i s pokojíkem služebné. V severním průčelí je malý balkon přístupný z předsíně, z níž byl přístup i do bytu. Interiér v prvním patře byl řešen obdobně jako přízemí s tím rozdílem, že byl řešen jako mezonetový, k němuž patřilo i druhé patro. Všechna patra propojovalo železobetonové dvouramenné schodiště z umělého kamene. Kovové zábradlí schodiště bylo vyplněno drátěným pletivem. Dům byl později majiteli rozdělen na tři bytové jednotky.
V interiéru se dochovalo hlavní schodiště, funkcionalistická kuchyně, vestavěné dřevěné skříně, dřevěné trámy na stropě v jednom pokoji druhého patra a kruhový světlík v předsíni.